# Technical Grammy Award
Der Technical Grammy Award ist eine von der US-amerikanischen Recording Academy in Los Angeles vergebene Auszeichnung, die an Einzelpersonen und / oder Unternehmen vergeben wird, die Beiträge von herausragender technischer Bedeutung für den Bereich der Tonaufnahmen geleistet haben.

## Geschichte und Hintergrund
Die Recording Academy, die seit 1959 jährlich die Grammy Awards in zurzeit 84 Kategorien an Künstler wie Sänger, Komponisten, Musiker sowie Produktionsleiter und die Tontechnik verleiht, vergibt neben diesen Hauptpreisen für Aufnahmen und Werke eines bestimmten Jahres auch mehrere allgemeine Preise, darunter den Grammy Lifetime Achievement Award, den Grammy Trustees Award, den Grammy Legend Award und den MusiCares Person of the Year Award.
Seit 1994 wird zusätzlich der Sonderpreis Technical Grammy Award vergeben. Die Auszeichnung geht an Einzelpersonen und / oder Unternehmen, die sich aus technischer Sicht um die Verbesserung von Tonaufnahmen verdient gemacht haben. Der Preis wurde erstmals 1994 an Thomas Stockham Jr. überreicht.

## Preisträger
| Jahr | Preisträger                                    | Nationalität                                     | Bild/Logo des/der Preisträger(s)  |
| ---- | ---------------------------------------------- | ------------------------------------------------ | --------------------------------- |
| 1994 | Thomas Stockham Jr.                            | Vereinigte Staaten                               |                                   |
| 1995 | Ray Dolby                                      | Vereinigte Staaten                               |                                   |
| 1996 | Auszeichnung wurde nicht vergeben              | Auszeichnung wurde nicht vergeben                | Auszeichnung wurde nicht vergeben |
| 1997 | Rupert Neve                                    | Vereinigtes Königreich                           |                                   |
| 1998 | George Massenburg und Sony/Philips             | Vereinigte Staaten und Japan/ Niederlande        |                                   |
| 1999 | Georg Neumann GmbH                             | Deutschland                                      |                                   |
| 2000 | Bill Putnam und AMS Neve plc                   | Vereinigte Staaten und Vereinigtes Königreich    |                                   |
| 2001 | Les Paul und Digidesign                        | Vereinigte Staaten und Vereinigte Staaten        |                                   |
| 2002 | Robert Moog und Apple Computer, Inc.           | Vereinigte Staaten und Vereinigte Staaten        |                                   |
| 2003 | Geoff Emerick und Shure Incorporated           | Vereinigtes Königreich und Vereinigte Staaten    |                                   |
| 2004 | Doug Sax und Solid State Logic                 | Vereinigte Staaten und Vereinigtes Königreich    |                                   |
| 2005 | Phil Ramone und JBL Professional               | Vereinigte Staaten und Vereinigte Staaten        |                                   |
| 2006 | Tom Dowd und Western Electric/Bell Labs        | Vereinigte Staaten und Vereinigte Staaten        |                                   |
| 2007 | David M. Smith und Yamaha Corporation          | Vereinigte Staaten und Japan                     |                                   |
| 2008 | John Eargle und Ampex Corporation              | Vereinigte Staaten und Vereinigte Staaten        |                                   |
| 2009 | Leo Fender und Universal Audio                 | Vereinigte Staaten und Vereinigte Staaten        | <b                                |
| 2010 | Thomas Alva Edison und AKG Acoustics GmbH      | Vereinigte Staaten und Österreich                |                                   |
| 2011 | Roger Linn und WAVES Audio Ltd.                | Vereinigte Staaten und Vereinigte Staaten        |                                   |
| 2012 | Roger Nichols und Celemony Software GmbH       | Vereinigte Staaten und Deutschland               |                                   |
| 2013 | Ikutaro Kakehashi/Dave Smith und Royer Labs    | Japan/ Vereinigte Staaten und Vereinigte Staaten |                                   |
| 2014 | Emile Berliner und Lexicon                     | Vereinigte Staaten und Vereinigte Staaten        |                                   |
| 2015 | Raymond Kurzweil                               | Vereinigte Staaten                               |                                   |
| 2016 | Harvey Fletcher und EMT                        | Vereinigte Staaten und Deutschland               |                                   |
| 2017 | Alan Dower Blumlein                            | Vereinigtes Königreich                           |                                   |
| 2018 | Tony Agnello und Richard Factor                | Vereinigte Staaten und Vereinigte Staaten        |                                   |
| 2019 | Saul Walker                                    | Vereinigte Staaten                               |                                   |
| 2020 | George Augspurger                              | Vereinigte Staaten                               |                                   |
| 2021 | Daniel Weiss                                   | Schweiz                                          |                                   |
| 2023 | Audio Engineering Society, Dr. Andy Hildebrand | Vereinigte Staaten                               |                                   |
| 2024 | Tom Kobayashi, Tom Scott                       | Vereinigte Staaten                               |                                   |